# BMT Franklin Avenue Line
A Linha da Avenida Franklin (BMT), em inglês:  BMT Franklin Avenue Line é uma das linhas de trânsito rápido do metrô de Nova Iorque.  Foi inaugurada em 2 de julho de 1878 (146 anos). Esta linha é uma secção da rede ferroviária que é operada pelo BMT (em inglês:  Brooklyn–Manhattan Transit Corporation), que é uma subdivisão da Divisão B do Metrô de Nova Iorque.